# Franz Wagner (Kapellmeister)

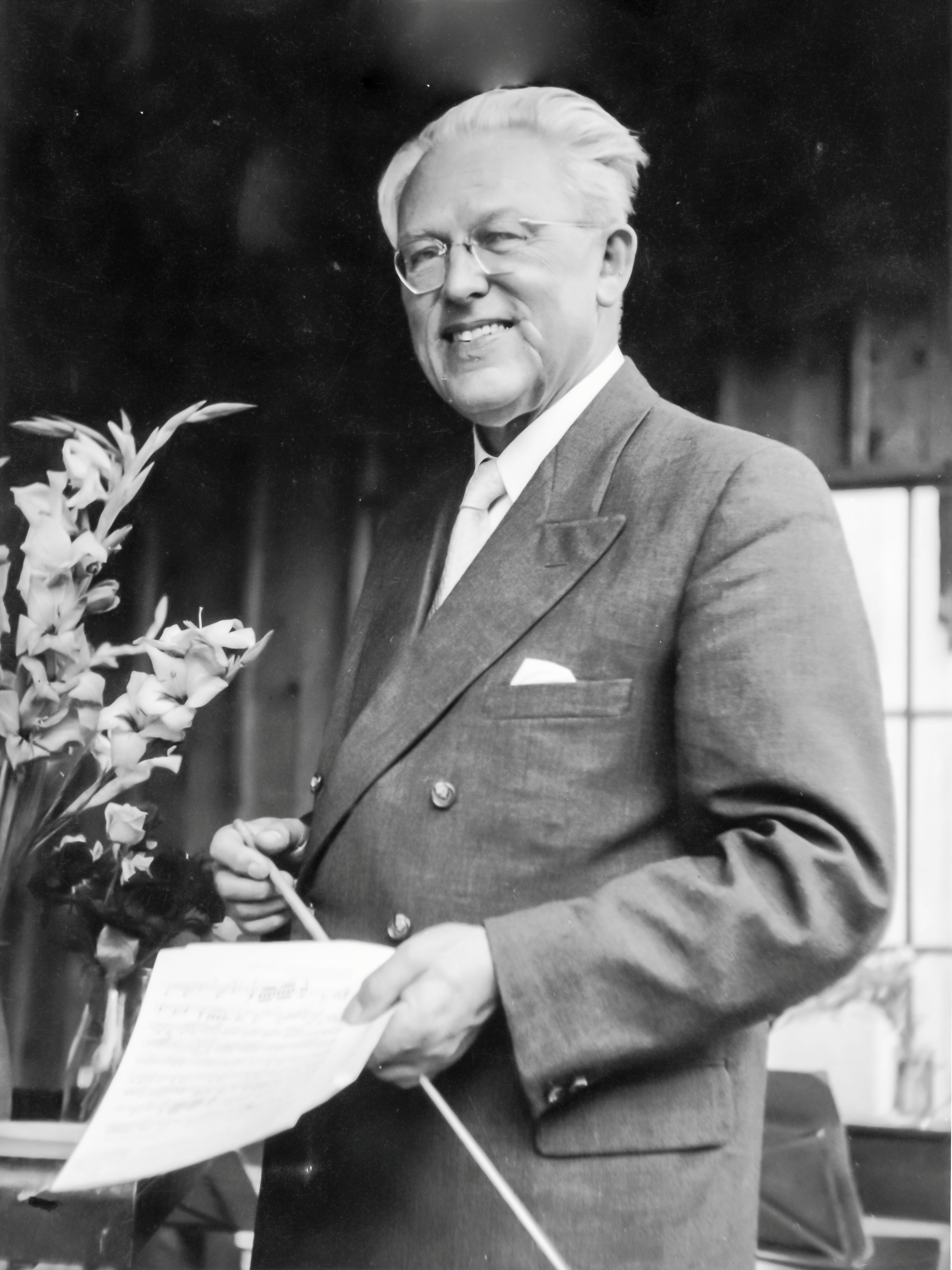
Franz Wagner (1962)

Franz Wagner (* 5. August 1894 in Oberhausen; † 26. Januar 1975 in Erlangen) war ein deutscher Kapellmeister und Pianist.

## Familie
Franz Wagner war erstes von drei Kindern des Musikers, Instrumentenhändlers und Bergarbeiters Franz Wagner aus Neisse, Oberschlesien (heute Nysa, Polen). Er war in erster Ehe verheiratet mit Josepha Schneider (1891–1938), in zweiter Ehe mit Elisabeth Rasp (1910–1993). Aus der zweiten Ehe entstammen zwei Söhne.

## Leben
Franz Wagner erhielt zunächst von seinem Vater und dann von Eduard Schütt in Meran Klavierunterricht. Bereits ab 1907 spielte er in den Kapellen großer Hotels in vielen Ländern Mitteleuropas. Den Ersten Weltkrieg überstand er als Militärmusiker. 1919 absolvierte er an der damaligen Akademie der Tonkunst in München ein Semester, studierte aber dann bis 1925 nur noch privat bei der Münchner Klavierpädagogin Anna Hirzel-Langenhan, von der er nach ihrem Weggang Schüler übernahm.
1925 konzertierte er in vielen Städten Spaniens mit dem Cellisten Alexander Baryanski. 1926 gründete Wagner ein Kammerorchester und war mit diesem 1928–1934 vor allem in München im Hotel Bayerischer Hof tätig mit Übertragungen im Bayerischen Rundfunk. In den Sommersaisons 1933–1941 führte Wagner als Nachfolger von Erich Kloß und Michael Schmidt die Kurkapelle Berchtesgaden und veranstaltete Kammermusikabende und sinfonische Konzerte. Parallel dazu lief eine rege Reisetätigkeit, zum Beispiel als Begleiter des spanischen Geigers Joan Manén y Planas oder als Solist mit Klavierkonzerten von Mozart, Beethoven, Liszt und Tschaikowsky sowie mit Werken von Eduard Schütt. 1934/35 war er auch Kapellmeister an der Bayerischen Landesbühne.
1940 schrieb sich Wagner nochmals in die Münchner Akademie der Tonkunst ein und holte unter Joseph Haas in einem Jahr alle drei Klassen mit Hauptfach Dirigieren nach. Damit konnte er von 1941 bis zur kriegsbedingten Theaterschließung am 1. September 1944 als Nachfolger des Dirigenten Bernhard Stimmler das Kapellmeisteramt am Stadttheater Ingolstadt (damals Operettentheater) übernehmen und leitete dort ca. 27 Produktionen. Nach der Zerstörung des Theaters ging Wagner nach Berchtesgaden und organisierte bereits im Mai 1945 die „Bavarian Show“ für die amerikanischen Besatzungstruppen. Bis in die 1950er Jahre konzertierte er als Begleiter in mehreren deutschen Städten und Rundfunkanstalten u. a. mit den Geigern Boris Jankoff und Wolfgang Hock. 1949–1969 leitete er wieder die Kurkapelle Berchtesgaden. Ein letztes Engagement als Pianist und stellvertretender Kapellmeister führte ihn 1973 zum Kurorchester Bad Füssing.